# AK-47
L'AK-47 o Kalàixnikov (rus: Автомат Калашникова-47) és un fusell d'assalt soviètic dissenyat per Mikhaïl Kalàixnikov, combatent rus durant la Segona Guerra Mundial. Les sigles AK-47 corresponen a "Avtomat Kalàixnikov, model 1947".
El 1949 hom en començà la producció en sèrie i es va convertir, per la seva facilitat d'ús i el seu cost relativament baix, en l’arma lleugera de més difusió arreu del món. Fou escollit per bona part dels estats de l'òrbita soviètica com a arma reglamentària per als seus exèrcits. Fins a l'any 2014 s'estimava que s'havien produït uns 100 milions d’unitats.
El 1949 les Forces Armades de l'URSS el van adoptar com a arma principal de la infanteria, encara que no va ser fins a 1954 quan va entrar en servei a gran escala.

## Història
Mikhaïl Kalàixnikov (1919-2013) va ser un militar soviètic que va combatre en la Segona Guerra Mundial contra l'Alemanya nazi en la qual va ser ferit per un tret en la batalla de Bryansk. Durant la seva estada a l'hospital es va inspirar per crear una nova arma, ja que les antiquades carabines soviètiques eren de difícil ús i presentaven diferents complicacions per als soldats de l'Exèrcit Roig. En sortir de l'hospital, en 1942, Kalàixnikov va ser al taller, on va començar a fabricar els seus dissenys. Aquest nou projecte va cridar l'atenció dels seus superiors i el van traslladar a l'Institut d'Aviació de Moscou per treballar amb més recursos.
En 1943, Kalàixnikov va crear un fusell que emprava el cartutx 7,62x39mm, però el seu prototip no va ser triat per servir a l'exèrcit rus; es diu que va haver de redissenyar-lo adquirint coneixements de l'estudi del fusell alemany Sturmgewehr 44 (Stg.44), encara que els seus mecanismes són molt diferents. Per aquest motiu, alguns autors opinen que moltes armes modernes, com el fusell M16 i el propi AK-47 han recollit del Sturmgewehr 44 moltes solucions tècniques, i deuen a aquest model la seva existència. Aquest fet està discutit, doncs tots els sistemes emprats en el Sturmgewehr 44 (carregadors corbs, fabricació en xapa estampada, sistema d'envermelliment per corrons semirígids, culata plegable, etc.), ja existien en diverses armes anteriors. Altres característiques van ser recollides del Sturmgewehr 45 (Stg.45), que els alemanys van desenvolupar en l'últim any de la guerra (1945), per disminuir el preu de cost del model 44 de l'any anterior i augmentar el ritme de producció.
Malgrat la recent adopció de la Carabina SKS, diversos dissenyadors van continuar els seus treballs en recerca d'un arma que emulés les prestacions del fusell Sturmgewehr 44, que utilitzava el cartutx intermedi (7,92x33mm). En 1946 Kalàixnikov ja tenia finalitzat un fusell d'assalt de foc ràpid, però va continuar perfeccionant el disseny mentre l'exèrcit ja ho provava. A aquest fusell l'hi va denominar AK-46 i a la versió final, AK-47.
El 1951 l'Exèrcit Roig el va adoptar com a arma principal de la infanteria, substituint el subfusell PPSh-41, tot i que no va ser fins al 1954 que va entrar en servei a gran escala. Posteriorment, va ser l'arma triada pels països del bloc oriental en el Pacte de Varsòvia com a reglamentària per als seus exèrcits durant la Guerra Freda. A causa del seu excel·lent acompliment, l'AK-47 es va convertir en l'espina dorsal de l'Exèrcit Roig.
El fusell va ser successivament millorat en diverses versions, com ara l'AKM, PA M1986, RPK, Tipus 56, Tipus 58. La seva popularitat va fer que diversos fabricants d'armes s'inspiréssin en el seu disseny i el van modificar o van prendre part dels seus mecanismes i van crear nous fusells amb base en aquest com el Rk-62, AK-74, RPK-74, AK-103, IMI Galil, el INSAS, entre d'altres.
Al poc temps de la seva creació, l'AK-47 es va convertir en l'arma més popular entre els militants guerrillers d'ideologia marxista, i en l'arma principal dels exèrcits dels països signataris del Pacte de Varsòvia. Gràcies a que els materials i la construcció de l'AK-47 són de baix cost, s'ha convertit en l'arma més estesa del planeta. Es calcula que existeixen entre 35 i 50 milions de fusells d'aquest tipus, sense comptar els que es fabriquen il·legalment cada any. És produïda per 18 països, principalment a l'òrbita de Rússia: Albània, Xina, Bulgària, l'extinta Alemanya Oriental, Hongria, Egipte, Índia, l'Iraq, Iran, el Marroc, Finlàndia, Corea del Nord, Vietnam, Iugoslàvia (actualment Sèrbia), Pakistan, Polònia i Romania, i de manera privada per a ús esportiu i de col·lecció, per empreses als Estats Units.

## Característiques

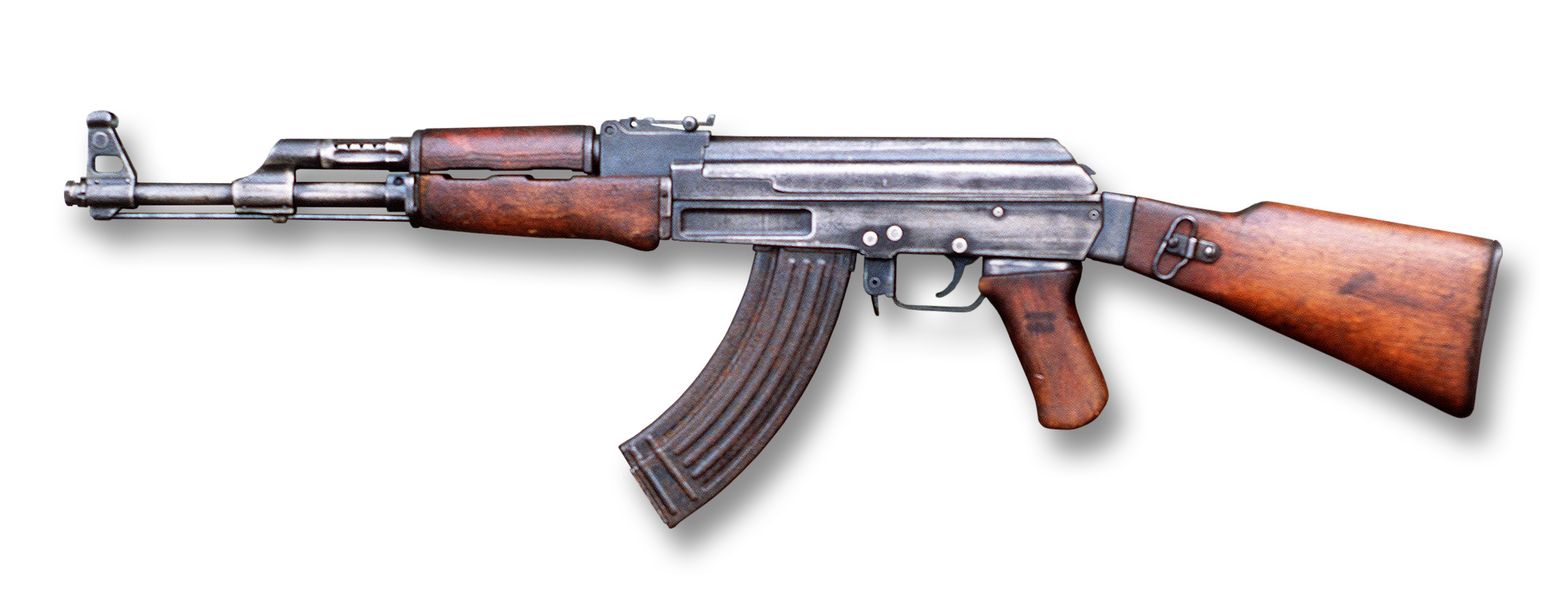
AK-47 Model II. L'AK-47 o Kalàixnikov és considerat per molts com un fusell de revolucionaris.

El que fa peculiar aquest fusell d'assalt és el seu enginyós sistema de recàrrega de cartutxos, que utilitza la força dels gasos d'expulsió produïts pel tret per a facilitar la col·locació d'un nou cartutx a la recambra i expulsar el casquet ja utilitzat. En aquest sistema, el subministrament de força per al funcionament de l'arma es realitza mitjançant la presa d'una petita quantitat dels gasos impulsors del tret, una vegada que la bala ha passat fins a la boca. Aquest gas es dirigeix fins a una presa, a través de la qual entra al tub de gas de l'arma; allí empeny un pistó, que està connectat al forrellat i al seu dispositiu de tancament. Primer obre el forrellat i l'empeny enrere; després, una molla recuperadora exerceix aquesta acció endavant per a repetir el cicle. Això fa que l'arma tingui un retrocés menor i, conseqüentment, que la fiabilitat del tret sigui major. El seu carregador corbat, que li confereix una major capacitat en un espai menor, és també signe distintiu d'aquest fusell d'assalt. Es tracta d'un dels primers fusells amb peces de plàstic (per exemple, l'empunyadura de baquelita), la qual cosa fa que sigui fàcilment reparable.
L'AK-47 és famós per la seva gran fiabilitat; suporta condicions atmosfèriques molt desfavorables sense cap incident; s'ha demostrat que l'arma continua disparant tot i ser llançada al fang, submergida en aigua, oxidada, en flames i atropellada per una camioneta. Algunes unitats amb desenes d'anys de servei actiu no presenten cap problema. L'arma és molt segura i permet a un tirador mitjà arribar a un blanc humà a quatre-cents metres de distància.
Posteriorment van sorgir nous models, fins i tot una versió curta coneguda com a AKM, dissenyada per a les unitats de paracaigudistes i les tripulacions de vehicles blindats, dotada de culata plegable. Un dels canvis més notables tingué lloc a la dècada dels setanta, amb un recalibratge a un cartutx nou, que passà així del 7,62x39 al 5,45x39, l'equivalent al 5,56x45 OTAN (també anomenat .223 Remington, i utilitzat per molts altres fusells moderns, com els AR-15/M-16 nord-americans o els CETME L espanyols). Els models d'aquest calibre van passar a anomenar-se AK-74 (també en referència a l'any d'adopció, el 1974).
Actualment la fàbrica d'armes russa Ijmaix encara fabrica versions d'aquesta arma, tals com els AK-101, AK-102, AK-103, AK-74M, AKM... tant en calibre 5,56 mm com en 7,62 mm.
L'han fabricat molts estats, entre els quals la Xina, Corea, antics membres del Pacte de Varsòvia i fins i tot s'han trobat models fabricats per tribus del Pakistan. Tot i que segons la procedència de fabricació s'han incorporat certes variacions. Per exemple, la versió coreana és més llarga, la txecoslovaca més lleugera, la romanesa consta d'un canò més llarg i pesant, etc. Tot plegat ha convertit l'AK-47 és una de les armes més sol·licitades per al combat irregular, grups paramilitars, organitzacions terroristes, milicies, narcotraficants..., sent la Guerra del Vietnam un dels moments àlgids de l'arma.

## Comerç il·lícit
En 1999, la fàbrica d'armament Izhmash (ara anomenada Corporació Kalàixnikov, producte de la seva fusió amb Izhevsk Mechanical Plant el 2013) va adquirir la patent del sistema Kalàixnikov, per la qual cosa és il·legal fabricar qualsevol variació de l'AK sense el consentiment d'Izhevsk Corp. No obstant això, aquesta arma es fabrica en almenys 14 països. Es calcula que es fabrica un milió d'AK-47 i les seves variants a l'any il·legalment arreu del món, i s'estima que existeixen entre 70 i 100 milions d'unitats en circulació.
L'AK-47 i les seves variants són les armes més venudes il·legalment a tot el món: són adquirides tant per governs legítims com per rebels, grups criminals, terroristes i civils. En alguns països els AK són tan barats que el seu preu oscil·la entre els 30 i 125 dòlars per arma.

## Influència cultural
| « | Aquesta arma barata i eficaç es va convertir en símbol de llibertat i d'esperança per als pàries de la terra; per els qui creien que solament hi ha una forma de canviar el món: pegant-li foc de punta a punta. En aquell temps, quan estava clar contra qui calia disparar-ho, aixecar en alt un AK-47 era alçar un desafiament i una bandera. (...) El Kalàixnikov, arma dels pobres i els oprimits, va quedar com a símbol del món que va poder ser i no va ser. Arturo Pérez-Reverte | » |

En el context de la guerra freda, la Unió Soviètica proporcionava als seus aliats fusells Kalàixnikov de forma massiva, a causa del seu baix cost i la seva gran efectivitat. És per això que era freqüentment emprat pels sandinistes a Nicaragua, el Viet Cong al Vietnam, així com nombroses guerrilles revolucionàries a l'Orient Mitjà, Àsia i Àfrica.
Pesa en l'inconscient col·lectiu d'Occident tant en l'època de la guerra freda com actualment associar el Kalàixnikov amb els seus enemics. Durant la dècada de 1980, la Unió Soviètica va ser el principal proveïdor d'armes als països bel·ligerants amb el bàndol capitalista, en Orient Mitjà a Síria, Líbia i l'Iran. Després del desequilibri geopolític resultant de la caiguda del comunisme, els AK-47 s'han distribuït per tot el món per càrtels de la droga i grups terroristes com els Talibà, el ISIS i Al-Qaeda en Afganistan i l'Iraq o les guerrilles de les Forces Armades Revolucionàries de Colòmbia - Exèrcit del Poble (FARC-EP) i el Exèrcit d'Alliberament Nacional (ELN), els paramilitars de les Autodefenses Unides de Colòmbia (AUC), i és usat per Grups Armats Organitzats a Colòmbia (on també és usat pel Institut Nacional Penitenciari i Carcerari INPEC), entre altres grups. Per aquestes raons, en Occident l'AK-47 s'associa a la insurrecció o el terrorisme. En canvi, en el Tercer Món, l'AK-47 s'associa amb la revolució o la lluita per l'alliberament nacional contra una ocupació estrangera, l'imperialisme, o el colonialisme, a causa del seu baix cost i les relacions diplomàtiques amistoses de molts d'aquests països amb la URSS durant la Guerra Freda.
A causa d'aquesta proliferació dels Kalàixnikov, aquesta arma és l'únic fusell d'assalt que figura en una bandera i escut nacionals, els de Moçambic, ja que gràcies a aquesta arma el país va aconseguir la seva independència. Apareix també a l'Escut de Zimbabue i a l'escut de Timor-Leste des de l'any 2007, així com en la bandera de l'organització islamista xiïta Hezbol·là, l'escut de la Guàrdia Revolucionària de l'Iran, l'escut del grup jihadista nigerià Ansaru i la bandera de les FARC-EP de Colòmbia.
Actualment, a Mèxic el fusell d'assalt AK-47 és sobrenomenat com a "banya de segall" (“cuerno de chivo”) a causa de la forma corba dels carregadors, similar a les banyes d'un segall o cabra mascle. Els kalàixnikov són una de les armes predilectes dels càrtels que es dediquen al tràfic de drogues i altre comerç il·lícit. El govern mexicà ha decomissat una gran quantitat d'aquest tipus d'armes als càrtels de la droga. Aquesta mena de fusell apareix freqüentment esmentat en cançons de narcocorrido i hip-hop (principalment en el gangsta rap). També és àmpliament referenciat en pel·lícules sobre el narcotràfic.
Al setembre de 2017 a la ciutat de Moscou va ser inaugurada una estàtua dedicada a l'inventor d'aquesta arma, Mikhaïl Kalàixnikov.

## Curiositats
- AK-47 també és el nom d'una varietat de marihuana.
- El jugador de bàsquet rus Andrei Kirilenko és conegut amb el sobrenom d'AK-47, degut a les seves inicials i el dorsal que llueix al seu equip.